# Méditerranée (IGP)
Pour les articles homonymes, voir Méditerranée (homonymie).
Le vin IGP méditerranée, anciennement appelé aussi vin de pays de Méditerranée, est un vin français d'indication géographique protégée (le nouveau label des vins de pays) régional, reconnu par l'INAO. Le signe de qualité IGP Méditerranée est attribué après dégustation systématique par un organisme de contrôle, reconnaissant le vin conforme à son cahier des charges.

## Historique
Créé en 1999, son nom était vin de pays des Portes de la Méditerranée, il comprend l'Ardèche, la Drôme, le Var, les Alpes-Maritimes, les Hautes-Alpes, les Alpes-de-Haute-Provence, le Vaucluse. Il intègre la Corse en 2002, et les Bouches-du-Rhône en 2003. En 2007, le nom change pour devenir Vin de Pays de Méditerranée. Puis en 2009 s'applique la réforme européenne, et il devient Indication Géographique Protégée Méditerranée.

## Localisation
C'est l'une des six IGP régionales de France. 
1. : IGP Atlantique
2. : IGP Comté Tolosan (Bigorre, Cantal, Coteaux et Terrasses de Montauban, Haute-Garonne, Tarn-et-Garonne)
3. : IGP Comtés Rhodaniens
4. : IGP Méditerranée (Comté de Grignan, Coteaux de Montélimar)
5. : IGP Pays d’Oc
6. : IGP Val de Loire (Allier, Cher, Indre, Indre-et-Loire, Loir-et-Cher, Loire-Atlantique, Loiret, Maine-et-Loire, Marches de Bretagne, Nièvre, Pays de Retz, Sarthe, Vendée, Vienne)[3].

Ce vin peut être labellisé dans les départements : Alpes-de-Haute-Provence, Alpes-Maritimes, Ardèche, Bouches-du-Rhône, Corse-du-Sud, Drôme, Hautes-Alpes, Haute-Corse, Var, Vaucluse. Soit trois régions : Rhône-Alpes, Provence-Alpes-Côte d'Azur et Corse.

## Encépagement
Les principaux cépages sont : grenache, cabernet, merlot, syrah, viognier, chardonnay, caladoc et marselan.

## Production
Le potentiel de production est de 2 000 000 hectolitres et le principal département producteur est celui de Vaucluse. 
La production par département atteint 50 000 hl pour l'Ardèche, 57 000 hl pour la Drôme, 170 000 hl pour le Vaucluse, 73 000 hl pour les Bouches-du-Rhône, 9 000 hl pour le Var, 13 500 hl pour les trois département alpins, et 1 000 hl pour les deux départements corses, soit un volume de production de 373 500 hl pour la campagne 2009-2010.
Depuis le mois de décembre 2016, à la suite d'une décision du Conseil d'Etat, l'IGP Méditerranée peut désormais remplacer la mention Vin de France sur les bouteilles de mousseux du grand sud-est. Ces vins mousseux, qui se présentent surtout en rosé, ne font pas concurrence aux crémants, mais ses producteurs visent un créneau commercial laissé jusqu'à présent au prosecco italien ou au cava espagnol.

## Types de vin et gastronomie

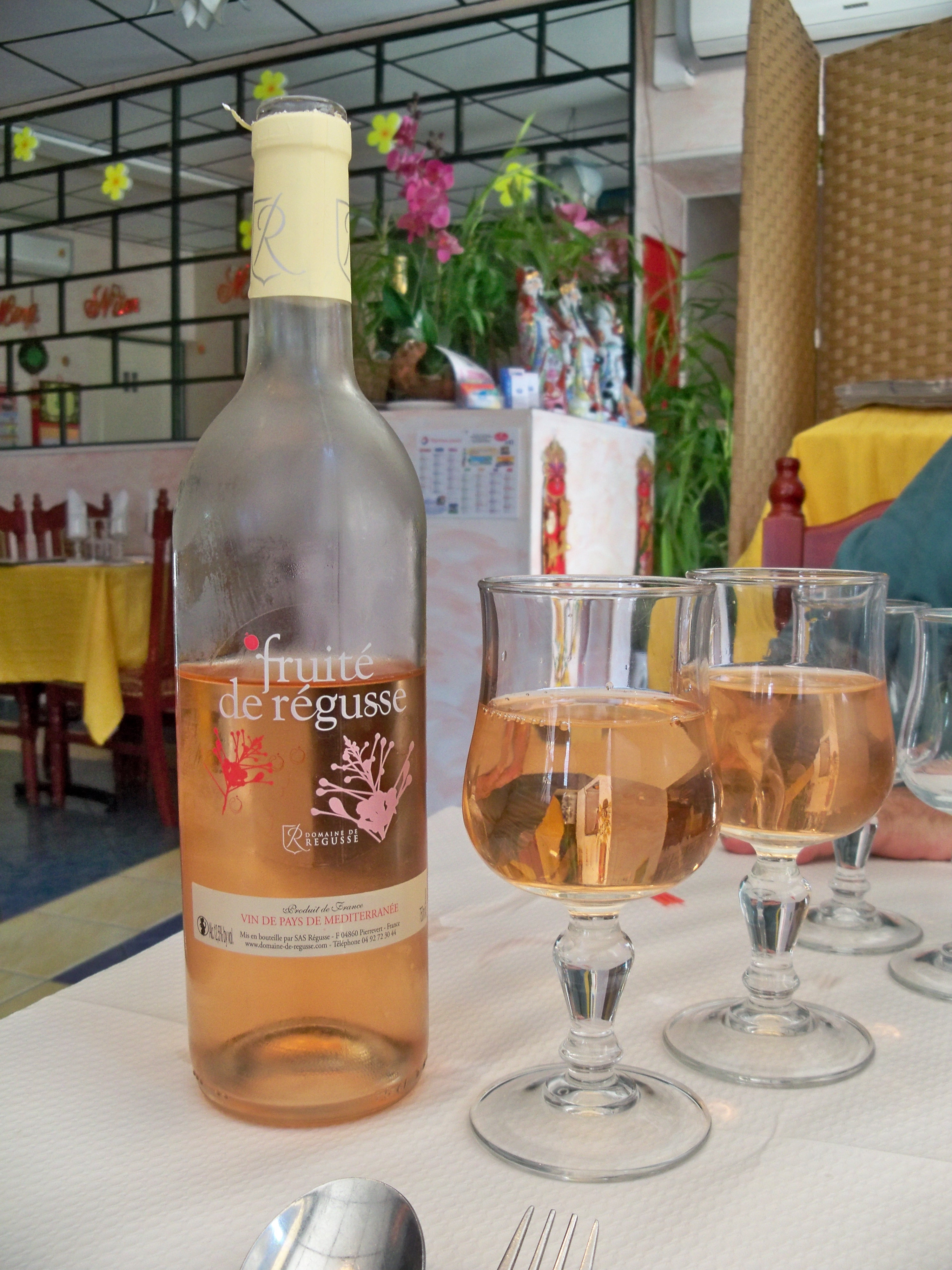
Vin de pays de Méditerranée

Ces vins d'assemblage, de mono-cépage et de bi-cépage se présentent sous les trois couleurs : rouge, rosé et blanc,.
Les rouges de type « syrah » se présentent dans une robe rubis aux reflets violets. Leur nez est marqué par des arômes de fruits rouges mûrs de style framboise ou groseille, à l'agitation pointent des notes d’épices et de violette. Leur bouche très ronde est fruitée. Ces vins s'accordent avec des tapas, des viandes rouges et des daubes. La température de service conseillée est de 16 °C.
Les rosés de type  « cinsault-grenache » possèdent une robe rose saumon pâle ou parfois soutenue. Leur nez est dominé par les fruits rouges acidulés, où se remarquent surtout la groseille et la framboise. La bouche est vive et peut devenir caressante et ronde. Ce vin qui est excellent à l’apéritif se marie aussi parfaitement avec les nombreux mets méditerranéens comme les tians provençaux, les légumes grillés ou les viandes blanches. On le déguste à 8 °C.
Les blancs de type « viognier » sont habillés d'une robe jaune pâle aux reflets verts, elle est limpide et brillante. Le nez exhale à la fois « des arômes de fruits à chair blanche, de bonbon anglais et des pointes florales ». À la dégustation, la bouche est dense, tout en étant ronde et vive, elle se caractérise aussi par une grande persistance aromatique. Ce vin est très bon avec des poissons poêlés. On le sert à 10 °C.

## Commercialisation
Les volumes de Méditerranée ont doublé en trois campagnes passant de 175 000 hl en 2005-2006, à 377 000 hl en 2008-2009. Cette évolution s'explique par « une production majoritaire de vins d’assemblage et le faible pourcentage des ventes en vrac ».